# قطر پست
قطر پست (انگلیسی: Qatar Post) شرکت دولتی خدمات پست قطری است، که در سال ۱۹۵۰ توسط وزارت ترابری و ارتباطات قطر تأسیس شد.